# 北洛馬鎮區 (北達科他州卡弗利爾縣)
北洛馬鎮區（英語：North Loma Township）是位於美國北達科他州卡弗利爾縣的一個鎮區。

## 地方資料
北洛馬鎮區的面積為47.23平方千米，當中陸地面積為46.84平方千米，而水域面積為0.39平方千米。根據2020年美國人口普查的數據，當地共有人口7人，而人口密度為每平方千米0.15人。